# Ruisseau du Moulin (île d'Orléans)
Pour les articles homonymes, voir Ruisseau du Moulin.
Le ruisseau du Moulin coule dans la municipalité de Sainte-Famille-de-l'Île-d'Orléans et de Saint-François-de-l'Île-d'Orléans, dans la municipalité régionale de comté (MRC) de L'Île-d'Orléans, dans la région administrative de la Capitale-Nationale, dans la province de Québec, au Canada.
La partie inférieure de cette petite vallée est desservie par le chemin Royal (route 368) qui contourne toute l'Île d'Orléans. L'agriculture constitue la principale activité économique de cette petite vallée.

## Géographie
Le ruisseau du Moulin prend sa source à la limite de la zone forestière et agricole, soit plus ou moins au centre de l'île, dans Sainte-Famille-de-l'Île-d'Orléans. Cette source est située à 1,8 km au nord-ouest d'une courbe de la rivière Dauphine, à 3,0 km au sud-est du chenal de l'Île d'Orléans et à 4,2 km au nord-est de la rive du fleuve Saint-Laurent (chenal des Grands Voiliers).
À partir de cette source, le cours du ruisseau du Moulin descend sur 8,5 km, avec une dénivellation de 86 m, selon les segments suivants :
- 7,0 km vers le nord-est d'abord en zone forestière, puis entrant en zone agricole, traversant des rapides sur 2,4 km, jusqu'à la route 368 ;
- 1,5 km vers le nord-est en formant quelques serpentins en début de segment, avec une dénivellation de 32 m, en traversant des rapides, jusqu'à son embouchure[2].

Le ruisseau du Moulin se déverse au fond de l'Anse aux Canards, près de la Pointe de la Croix. Cette embouchure est située sur la rive sud du chenal de l'Île d'Orléans (lequel est relié au fleuve Saint-Laurent) dans Saint-François-de-l'Île-d'Orléans. À cet endroit, le chenal de l'Île d'Orléans comporte une largeur de 2,7 km.

## Toponymie
Jadis, ce cours d'eau a été désigné « rivière Argentenay ». La pointe située à l'extrême nord de l'île est désignée pointe Argentenay ; elle est entourée de grès à marée basse. Le toponyme "ruisseau du Moulin" fait référence à un modeste moulin érigé au XVIIIe siècle le long de son cours, vraisemblablement près de l'embouchure. Selon l'usage populaire des habitants de l'île, ce cours d'eau est considéré une rivière et non un ruisseau. Trois cours d'eau de cette île sont désignés selon l'existence d'un moulin aménagé sur leur cours respectif.
Le toponyme « ruisseau du Moulin » a été officialisé le 5 décembre 1968 à la Banque des noms de lieux de la Commission de toponymie du Québec.